# Нанто
На̀нто (на италиански и на венециански: Nanto) е малко градче и община в Северна Италия, провинция Виченца, регион Венето. Разположено е на 20 m надморска височина. Населението на общината е 3086 души (към 2015 г.).